# Monika Walden
Monika Walden (* in Hannover) ist eine ehemalige deutsche Moderatorin im Hörfunk und im Fernsehen: Beim NDR war sie eine bekannte Moderatorin neben Michael Thürnau, Lutz Ackermann, Kerstin Werner, Jens Krause und Philipp Beisteiner. Außerdem war sie von Dezember 1998 bis Mai 2014 Co-Moderatorin in der Spiel- und Lotteriegewinnshow BINGO! im NDR Fernsehen. Im Radio moderierte Monika Walden zuletzt wöchentlich auf dem Sendeplatz am Montagabend in der Zeit von 20 bis 22 Uhr die "TOP 15 – die Schlagerhitparade von NDR 1 Niedersachsen". Ihre letzte Sendung moderierte sie am 24. Dezember 2021.

## Leben
Nach dem Abitur in Hannover studierte Monika Walden Germanistik, Politische Wissenschaften und Sozialpsychologie mit dem Abschluss Magister an der Universität Hannover. Während des Studiums arbeitete sie bereits mehrere Jahre als freie Reporterin für NDR 2, danach hauptberuflich als Moderatorin und Reporterin für NDR 1 Niedersachsen.
Im Jahr 2000 wechselte sie innerhalb des NDR nach Kiel und arbeitete dort als Redakteurin und Moderatorin für die NDR 1 Welle Nord. Dabei moderierte sie regelmäßig die Fernsehsendung Schleswig-Holstein – Unser Land, das heutige Schleswig-Holstein-Magazin. Seit Ende 2001 arbeitete sie wieder in Hannover für NDR 1 Niedersachsen bis Ende 2021. Seit Dezember 1998 war Walden Co-Moderatorin in der Spiel- und Lotteriegewinnshow BINGO! im NDR Fernsehen. Am 4. Mai 2014 kündigte sie in der Sendung an, dass sie dort als Moderatorin aufhöre.
Monika Walden ist seit 2001 verheiratet.